# ريان كالدويل (لاعب اتحاد الرغبي)
ريان كالدويل (بالإنجليزية: Ryan Caldwell)‏ هو لاعب اتحاد الرغبي بريطاني، ولد في 1 سبتمبر 1984 في بلفاست في المملكة المتحدة.

## وصلات خارجية
- ريان كالدويل على موقع دوري الرغبي الممتاز (الإنجليزية)
- ريان كالدويل عل موقع إسبنسكروم (الإنجليزية)
- ريان كالدويل على موقع ItsRugby.co.uk (الإنجليزية)